# Michael Tarnat
Michael Tarnat (ur. 27 października 1969 w Hilden) – niemiecki piłkarz  grający na pozycji pomocnika. Z reprezentacją Niemiec, w której barwach rozegrał w latach 1996–1998 19 meczów, wystąpił na Mundialu 1998.

## Sukcesy
- mistrzostwo Niemiec - 1999, 2000, 2001, 2003 z Bayernem Monachium
- zwycięstwo w Pucharze Niemiec - 1998, 2000, 2003 z Bayernem Monachium
- zwycięstwo w Pucharze Ligi - 1998, 1999, 2000 z Bayernem Monachium
- zwycięstwo w Lidze Mistrzów - 2001 z Bayernem Monachium
- zwycięstwo w Pucharze Interkontynentalny, - 2001 z Bayernem Monachium